# Bror Persfelt
Bror Edvin Persfelt (tidigare Pettersson), född 27 maj 1881 i  Stockholm, död 28 oktober 1975, var en svensk cellist.
Persfelt studerade för Anton Jörgen Andersen vid Stockholms Musikkonservatorium och för Hugo Becker, Bernhard Cossmann och Iwan Knorr i Frankfurt am Main samt komposition för Jean Paul Ertel i Berlin och för Hugo Alfvén.
Persfelt var lärare vid Helsingfors musikinstitut mellan 1905 och 1918 och kom sedan till Stockholm där han var anställd i Kungliga Hovkapellet 1922–1941, från 1930 som stämledare. Han var också verksam som tonsättare och pedagog. Bland hans elever märks bland andra Folke Bramme och Tore Kyndel.
Persfelt invaldes som associé nr 160 av Kungliga Musikaliska Akademien den 24 maj 1932 och överfördes till ordinarie ledamot nr 750 den 1 juli 1971.